# Bahnstrecke Hornslet–Torup

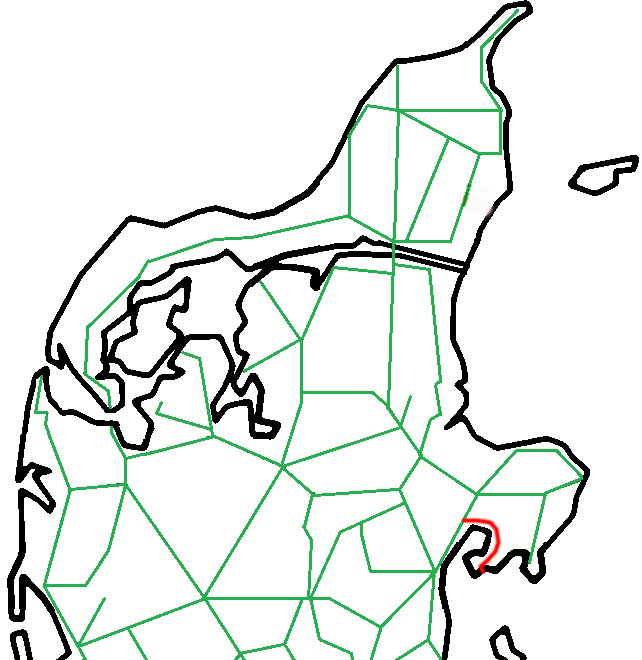
Mols Jernbane

Die Bahnstrecke Hornslet–Torup (Mols Jernbane) war eine geplante Eisenbahnstrecke in Ostjütland um Kalø Vig, einer dänischen Meeresbucht der Ostsee am Nordufer der Århusbucht an der Küste der Landschaft Mols der Halbinsel Djursland.

## Geschichte
Der Südwesten von Mols war nach der Errichtung der Grenaabane 1876 verkehrsmäßig nicht gut abgedeckt. So entstand in der Region schnell eine Initiative, die eine Eisenbahn errichten wollte. Der Name der vorgeschlagenen Strecke war Mols Jernbane oder Kalvø Vig banen. Der Ausgangspunkt der geplanten Strecke war Hornslet an der Grenaabane, ein günstiger Umsteigepunkt in Richtung Ryomgaard und Aarhus.
Mit dem Eisenbahngesetz vom 27. Mai 1908 sowie dem Eisenbahngesetz vom 20. März 1918 wurden zahlreiche Bahnstrecken beschlossen, deren Errichtung lange auf sich warten ließ oder die überhaupt nicht ausgeführt wurden. Viele dieser Strecken hatte Planungszeiten zwischen fünf und zehn Jahren, bevor der Bau begonnen wurde. Während dieser Zeitspanne gab es viele Verschiebungen im Routenverlauf, da verschiedene Orte angeschlossen werden wollten.
Eine erste Variante wurde mit der im Eisenbahngesetz vom 27. Mai 1908 enthaltenen Elektrischen Bahn Hornslet–Torup Pakhus (Kalø Vigs elektriske Bane) geplant, die jedoch nicht zur Ausführung kam.
Zwischen 1900 und 1920 wurde es immer schwieriger, Kapital für den Bau von Eisenbahnen zu erhalten. Der Straßenverkehr wurde ein ernsthafter Konkurrent für die bereits bestehenden Bahnen.
Vor diesem Hintergrund musste der Staat diese vorgeschlagenen Ergänzungen überprüfen, ob nicht für viele Jahre Subventionen nötig wären. Daher wurde am 12. Mai 1923 eine Kommission berufen, die die Wirtschaftlichkeit der Strecken beurteilen sollte. 
Die Strecke Hornslet–Torup war im Eisenbahngesetz vom 20. März 1918, jedoch nicht mehr als elektrische Bahn, enthalten. An der Strecke mit etwa 25 Kilometern Länge, die um die Bucht führen sollte, sollten folgende Stationen errichtet werden:
- Hornslet (0 km) – Anschluss an Grenaabanen
- Ugelbølle (7 km)
- Følle (9 km)
- Rønde (11 km)
- Egens (16 km)
- Vrinners (19 km)
- Knebel (23 km)
- Torup (25 km)

Durch die Veröffentlichung der Strecke im Gesetz wäre der Staat verpflichtet gewesen, die Hälfte der Baukosten der privat zu betreibenden Bahnstrecke zu tragen.
Die Kommission stellte in ihrem 1926 veröffentlichten Bericht fest, dass vor Ort das Interesse am Bau der Strecke nahezu verloren gegangen war, da das Gebiet zwischenzeitlich verkehrsmäßig eine gute Abdeckung durch Straßen und Buslinien hatte. Wegen des hügeligen Geländes bei Mols Bjerge waren die geschätzten Baukosten von 3,8 Millionen Kronen oder 100.000 Kronen je Kilometer sehr hoch. Dadurch würde die Strecke einen operativen Verlust von 30.000 Kronen pro Jahr haben. Unter Berücksichtigung der Anlageabschreibungen wurden die Verluste auf 60.000 bis 70.000 Kronen pro Jahr geschätzt.
Deshalb wurde nie eine Konzession beantragt und die Strecke nicht gebaut.